# Voduce
Voduce – wieś w Słowenii, w gminie Šentjur. W 2018 roku liczyła 157 mieszkańców.